# Hawkswick
Hawkswick – osada w Anglii, w hrabstwie North Yorkshire, w dystrykcie (unitary authority) North Yorkshire. Leży 68 km na zachód od miasta York i 320 km na północny zachód od Londynu.